# Arora (webbrowser)
Arora was een lichtgewicht webbrowser voor onder meer Linux, FreeBSD, Mac, Windows en Haiku. Arora maakte gebruik van de QtWebKit-layout-engine. De browser ondersteunde JavaScript en Netscape-plug-ins. Arora is geschreven in C++. De laatste versie is 0.11.0 en werd uitgebracht op 27 september 2010. In juli 2011 werd de ontwikkeling stopgezet.

## Functies
Arora had volgende functies: bladwijzers, geschiedenis, getabd browsen, slimme adresbalk, OpenSearch-functie, sessiebeheer, privacymodus, downloadmanager, WebInspector en Adblock.